# سناح (الرضمة)
سناح محلة تابعة لقرية القدمة، التابعة لعزلة البكرة بمديرية الرضمة إحدى مديريات محافظة إب في الجمهورية اليمنية.، بلغ تعداد سكانها 63 حسب تعداد اليمن لعام 2004 نسخة محفوظة 12 مارس 2023 على موقع واي باك مشين..